# 西南槐
西南槐（学名：Sophora prazeri var. mairei）为豆科槐属下的一个变种。

## 扩展阅读
- 維基物種上的相關：西南槐